# Терновой, Руслан Андреевич
Руслан Андреевич Терновой (род. 10 апреля 2001, Пенза) — российский прыгун в воду. Бронзовый призёр чемпионата Европы 2019 года. Серебряный призер чемпионата мира.

## Биография
Родился и живёт в Пензе. Он представляет сборную России на международных турнирах по прыжкам в воду. Тренируется у Лукаш и Борисова. Выступает за СДЮСШОР (Пенза), ВВС.
Чемпион России 2016 года в прыжках с вышки. В 2017 году на чемпионате России стал бронзовым призёром в синхронных прыжка с вышки.
В октябре 2018 года он принял участие в юношеских Олимпийских играх в Буэнос-Айресе, завоевал три бронзовые медали.
На европейском чемпионате в Киеве в 2019 году стал бронзовым призёром в прыжках с вышки.